# Купаран
 Тази статия е за селото в Южна Бесарабия.  За селото в Бургаско вижте Порой (Област Бургас).  
Купаран (на украински: Рівне) е село в югозападна Украйна, разположено в Болградски район на Одеска област. Населението му е около 1 500 души (2001).
Селото е основано през 1830 година от български преселници в Руската империя, идващи главно от анхиалското село Копаран (днес Порой). През 1918-1940 година е в границите на Румъния, а от 1991 година – на независима Украйна. През 1944 година официалното му име е променено на Ровное.